# Гамбийский полк

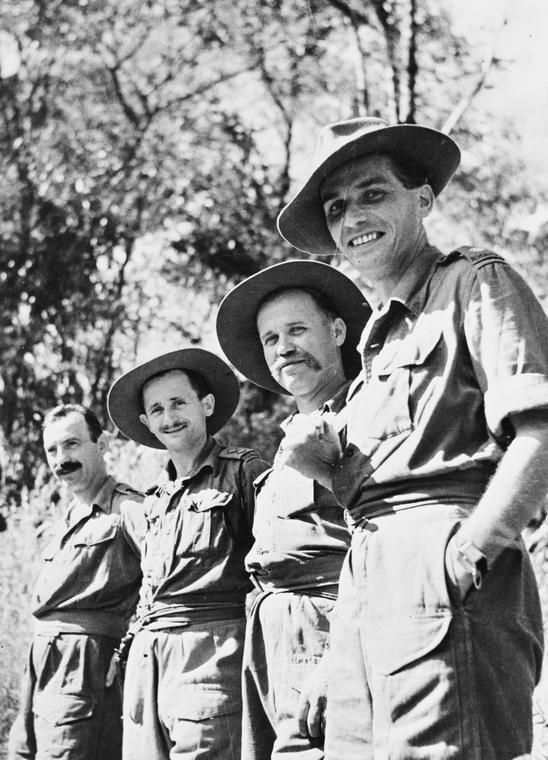
Поляки, служившие во Второй мировой в составе полка.

Гамбийский полк (англ. Gambia Regiment), до 1940 и после 1945 года как Гамбийская рота (англ. Gambia Company) — колониальное воинское формирование Великобритании в составе Королевских западноафриканских пограничных сил. Бывшие бойцы подразделения стали основой при создании Вооружённых сил независимой Гамбии. 

## История
Первоначально подразделение было ротой численностью 120 человек в составе сьерра-леонского батальона. Четверть составляли уроженцы Гамбии, а остальные были из Сьерра-Леоне. В 1902 году формирование выведено из состава батальона. Личный состав был обновлён за счёт замены сьерралеонцев гамбийцами. В новобранцы набирали представителей народов мандинка, фульбе, бамбара. К 1914 году подразделение увеличилось до 130 человек.
В межвоенный период рота занималась охраной правопорядка. В 1937 году гамбийцы стали победителями на армейских стрелковых соревнованиях африканских колониальных частей. В 1940 году у формирования появляется своя футбольная команда.
В начале 1940 года подразделение переформировано в полк. В 1945 году его сократили до роты, вернув в состав сьерра-леонского батальона как роту G. На 31 декабря 1957 года численность соединения составляла 7 британцев и 161 африканец. В 1958 году гамбийская рота расформирована из-за финансовых трудностей.

## Боевой путь
В годы Первой мировой войны гамбийская рота приняла участие в боях против кайзеровских войск в Африке. С сентября 1914 года её бойцы сражались в Камеруне, где весной 1915 года проявили себя при наступлении на Яунде. Здесь 3 мая гамбийцы успешно взяли укрепления противника в Вумбиагасе. В декабре 1916 года рота направлена в Германскую Восточную Африку. В августе 1917 года участвовала в боях на Килва-Кисиванинском направлении, в октябре — битве при Махиве. В последнем случае гамбийское подразделение и его офицеры смогли успешно отразить немецкую атаку в условия беспорядка в других соединениях. 
Всего за период войны погибло 9 гамбийцев.
Во время Второй мировой войны 1-й батальон полка вошёл в состав 81-й западноафриканской дивизии, направленной в Британскую Индию против японцев. 2-й оставался в тылу на протяжении всего конфликта. В этот период в подразделение вливаются польские военнослужащие.
В январе 1944 года 1-й батальон гамбийского полка сыграл ключевую роль в наступлении на долину Каладан в Бирме. В период с 4 по 15 февраля формирование вело бои в районе одноимённой деревни. 23 февраля батальону удалось форсировать реку Пи-Чаун у Валагана. Вскоре гамбийцев отправили в тыл на отдых, но 1 марта японские войска начали контрнаступление. Батальон немедленно переброшен к холму Пагода, который требовалось удержать любой ценой. 2 марта бойцы дали бой противнику у высоты, но потерпели поражение и отступили.
5 апреля гамбийский полк организовал атаку на японцев в районе Мизавы. После нескольких отступлений гамбийцы закрепились близ Лабавы, где 16-17 мая вели оборонительные бои. Позже подразделение переброшено на оборону Моудка. С 26 мая 1-й батальон гамбийского полка удерживал северный фланг обороны города. В ноябре—декабре 1944 года формирование приняло участие в отвоевании Каладана.

## Униформа
Парадная форма полка состояла из строевых шорт цвета хаки с красными фесками и алых курток в стиле зуавов. Куртки имели жёлтую окантовку и красные пояса. В полевых условиях полк первоначально носил фуражки, но незадолго до Второй мировой войны перешёл на шляпы с напуском. Британские офицеры изначальное носили пробковые шлемы, но позже они также перешли на шляпы.

## Командиры
- F. O. Graham (1901—1906)[26]
- W. C. N. Hastings (1906—1909)[26]
- R. D. F. Oldman (1909—1910)[26]
- I. G. Sewell (1910—1911)[26]
- Herbert Thomas Dobbin	(1911—1913)[26]
- V. B. Thurston (1913—1916)[26]
- R. Law (1916—1919)[26]
- H. T. C. Strange (1919—?)[26]
- T. P. L. Molloy (1932—1938)[27]
- T. A. Davis (1938—1939)[28]
- G. Laing (1944)[29]
- Antony Read (1944—1945)[30]

## Награды
- Первая мировая: Африканская медаль за выдающиеся заслуги — сержант-майор Эбрима Джалу, сержант Самба Бах и рядовой Салджен Сидиби[31].
- Вторая мировая: Орден «За выдающиеся заслуги» — подполковник Энтони Рид[30], Военный крест — капитан Ян Железник и капитан Дэвид Монтегю Куксон, Военная медаль — капрал Буба Кайта, младший капрал Самба Джаллоу, младший капрал Джаллоу Ярья, рядовой Бокари Боян, рядовой Камара Кинти, рядовой Муса Н'Джие и рядовой Н'Дове Дуду, Орден Британской империи — майор Станислав Лисецкий, Медаль Британской империи — сержант-майор Симба Сэллоу[32].